# Saint-Flavien (Québec)
Pour les articles homonymes, voir Saint-Flavien.
Saint-Flavien est une municipalité d'environ 1 666 habitants dans la municipalité régionale de comté de Lotbinière au Québec (Canada), située dans la région administrative de Chaudière-Appalaches.
Cette municipalité, constituée le 29 décembre 1999, a une superficie d'environ 65,8 km2 et a une densité d'environ 24,6 habitants/km2.

## Toponymie
Le nom de la municipalité honore la mémoire de monseigneur Pierre-Flavien Turgeon (1787-1867).
Les personnes de cette municipalité sont des Saint-Flaviennois et des Saint-Flaviennoises.

## Histoire
La colonisation des environs de Saint-Flavien débute à la toute fin du régime français, dans les années 1750. L'endroit est alors partagé entre la seigneurie de Sainte-Croix (dont il constitue la 7e concession) et la seigneurie des Plaines. Le défrichement est l'activité principale jusqu'au début du XIXe siècle. Des familles originaires des paroisses de Sainte-Croix et de Saint-Antoine-de-Tilly s'y installent ensuite et commencent à cultiver la terre.
À la demande des résidents, la paroisse de Saint-Flavien est érigée canoniquement le 1er décembre 1834. Elle est nommée en l'honneur de Mgr Pierre-Flavien Turgeon. Elle est érigée civilement le 28 septembre 1843. Saint-Flavien est scindé en deux municipalités en 1912 : la municipalité du village de Saint-Flavien et la municipalité de la paroisse Saint-Flavien-de-Sainte-Croix. Les deux municipalités seront refusionnées en 2000.
L'église actuelle est construite dans le village en 1880. Le village se développe plus significativement au début du XXe siècle, avec l'arrivée d'un médecin résident (1889), de la Banque provinciale (1908), d'un barbier (1909) et d'un notaire (1913). Sur le plan économique, en plus de l'agriculture, s'ajoute une manufacture de couture (1900) et une fabrique de beurre (1910). Saint-Flavien est électrifié en 1928. Une seconde manufacture de vêtements ouvre ses portes en 1951. La Société québécoise d'initiatives pétrolières exploite le gaz naturel de son sous-sol entre 1980 et 1994.

### Drames
Le 1er mars 2018, une fillette de 11 ans a été happée par une voiture alors qu'elle se rendait à un arrêt d'autobus.

## Géographie
Saint-Flavien se situe à une trentaine de kilomètres au sud-ouest de la ville de Québec. D'une superficie totale de 65,89 km², Saint-Flavien est géographiquement positionné au cœur de la municipalité régionale de comté de Lotbinière dont elle compose environ 4 % du territoire. Délimitée par des propriétés agricoles, la route Saint-André constitue sa frontière Ouest.
La municipalité est principalement traversée par le rang Saint-Joseph (route 271), du nord au sud, et par le rang des Pointes, d'est en ouest. Le noyau villageois se trouve au carrefour de ces deux axes routiers. Accessoirement, l'autoroute Jean-Lesage passe à travers la municipalité, mais dans un très court segment au nord-ouest. La municipalité compte quelques petits ruisseaux agricoles. Son relief est plat, l'altitude variant entre 110 et 140 mètres.
Avant les années 1990, le sous-sol de Saint-Flavien se caractérisait par la présence de gaz naturel. Depuis 1997, le gisement épuisé sert d'espace de stockage pour l'entreposage saisonnier du gaz, le plus grand réservoir souterrain au Québec.

### Hydrographie
La rivière aux Cèdres traverse le sud le la municipalité d'est en ouest.
À partir de son crénon au nord du village, rivière aux Ormes coule vers l'ouest de la municipalité.
À partir de son crénon à l'est du village, la rivière Noire coule vers l'est de la municipalité.

## Démographie
En forte croissance démographique à la fin du XIXe siècle, Saint-Flavien atteint un pic de population dans les années 1910 avant de diminuer lentement jusque dans les années 1990. Depuis, la population est en faible augmentation.
| 1861  | 1871  | 1881  | 1891  | 1901  | 1911  |
| ----- | ----- | ----- | ----- | ----- | ----- |
| 1 025 | 1 405 | 1 603 | 1 717 | 1 712 | 1 841 |

| 1921  | 1931  | 1941  | 1951  | 1956  | 1961  |
| ----- | ----- | ----- | ----- | ----- | ----- |
| 1 635 | 1 605 | 1 613 | 1 386 | 1 464 | 1 433 |

| 1966  | 1971  | 1976  | 1981  | 1986  | 1991  |
| ----- | ----- | ----- | ----- | ----- | ----- |
| 1 427 | 1 355 | 1 364 | 1 448 | 1 424 | 1 399 |

| 1996  | 2001  | 2006  | 2011  | 2016  | 2021  |
| ----- | ----- | ----- | ----- | ----- | ----- |
| 1 453 | 1 492 | 1 585 | 1 578 | 1 618 | 1 619 |

## Administration

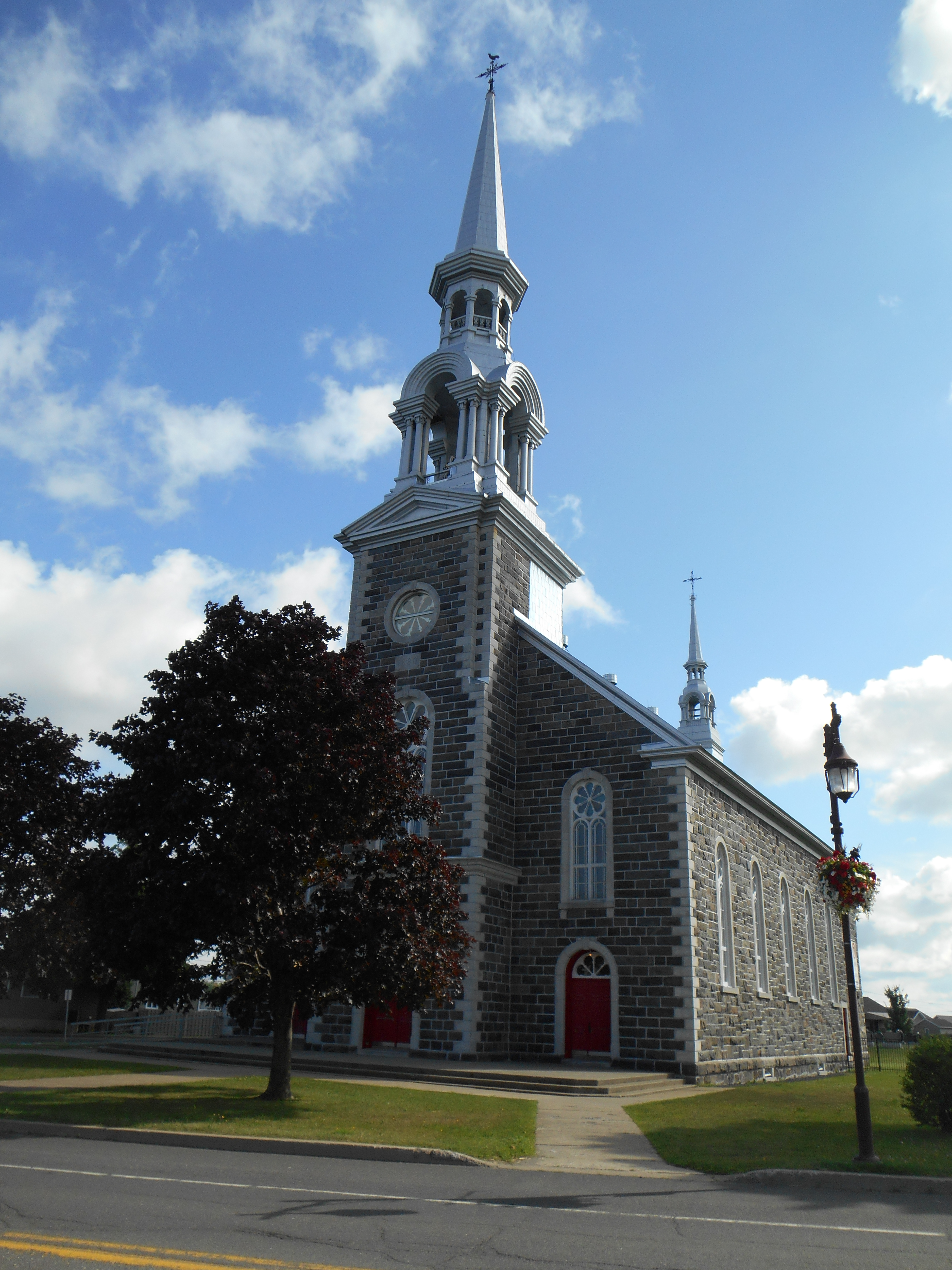
Église Saint-Flavien

Les élections municipales se font en bloc et suivant un découpage de six districts.
| Saint-Flavien Maires depuis 2003                                                                                     |                 |         |          |
| Élection | Maire           | Qualité | Résultat |
| 2003 | Daniel Gringras |         | Voir     |
| 2005 | Roland Gagnon   |         | Voir     |
| 2009 | Roland Gagnon   | Voir    |          |
| 2013 | Normand Côté    |         | Voir     |
| 2017 | Normand Côté    | Voir    |          |
| 2021 | Normand Côté    | Voir    |          |
| Élection partielle en italique Depuis 2005, les élections sont simultanées dans toutes les municipalités québécoises |                 |         |          |

### Controverses
Une proposition de construction de trottoir dans la municipalité, influencée par l'accident survenu en 2018, a divisé les citoyens de la municipalité. Un référendum a eu lieu en 2021 pour permettre aux gens de la municipalité de voter sur le sujet. Le règlement d'emprunt a été rejeté.

### Circonscriptions électorales provinciales et fédérales
Saint-Flavien fait partie de la circonscription électorale fédérale de Lévis—Lotbinière et fait partie de la circonscription électorale provinciale de Lotbinière-Frontenac.

## Transport
La route 271 traverse cette municipalité.

## Éducation
Les écoles primaires et secondaires font partie du Centre de services scolaire des Navigateurs.

### Éducation primaire
Saint-Flavien contient une école primaire : l'École de la Caravelle (Saint-Flavien).
Cette école fait partie d'un regroupement de trois écoles primaires : l'École de la Caravelle (Dosquet), l'École de la Caravelle (Joly) et l'École de la Caravelle (Saint-Flavien). Chaque école possède son propre cycle d'études. Ainsi les élèves changent d'école selon leur âge et avancement scolaire. Selon le site web de ce regroupement d'école, le préscolaire et le 1er cycle du primaire se passent à Saint-Flavien, le 2e cycle se passe à Joly et le 3e cycle se passe à Dosquet.

### Éducation secondaire
Les écoles secondaires les plus près sont l'École Beaurivage à Saint-Agapit et L'École secondaire Pamphile-Le May à Sainte-Croix.

### Éducation collégiale
L'établissement collégial le plus près est le Centre d'études collégiales de Lotbinière, qui fait partie du Cégep de Thetford et qui est situé à Saint-Agapit.

### Éducation universitaire
L'établissement universitaire le plus près est l'Université Laval, qui est situé dans la ville de Québec.

## Santé
Située près de Laurier-Station, de Lévis et de Québec, la municipalité est desservie par différents services médicaux.

### Services médicaux
Le CLSC le plus proche est situé à Laurier-Station (CLSC de Laurier-Station) et le centre hospitalier le plus près est à Lévis (Hôtel-Dieu de Lévis).

## Médias

### Journal municipal
Le Journal municipal est un journal municipal mensuel de Saint-Flavien.
Le Peuple Lotbinière est un journal hebdomadaire qui couvre les nouvelles des municipalités de la municipalité régionale de comté de Lotbinière, incluant Saint-Flavien.

## Patrimoine
Sur le plan du patrimoine religieux, l'église de Saint-Flavien est construite en 1880 selon les plans de l'architecte David Ouellet. À ce moment de sa carrière, l'architecte innove peu et emploie des techniques et des formes qui plaisent au clergé. Son langage architectural se manifeste par des façades monumentales. Il a été aidé dans son travail par l'architecte et entrepreneur Cyrias Ouellet. Le noyau paroissial est complété par un presbytère, un monument du Sacré-Coeur et un cimetière. Ce dernier comprend un charnier.
Sur le plan du patrimoine agricole, une grange construite entre 1880 et 1930 est localisée sur la rue Principale. La municipalité comprend aussi une forge bâtie durant la première moitié du XXe siècle et une écurie érigée en 1932.